# 49 Persei
49 Persei, som är stjärnans Flamsteed-beteckning, är en ensam stjärna belägen i den mellersta delen av stjärnbilden, Perseus. Den har en skenbar magnitud på ca 6,07 och är mycket svagt synlig för blotta ögat där ljusföroreningar ej förekommer. Baserat på parallax enligt Gaia Data Release 2 på ca 22,1 mas, beräknas den befinna sig på ett avstånd på ca 148 ljusår (ca 45 parsek) från solen. Den rör sig närmare solen med en heliocentrisk radialhastighet av ca -44 km/s. Stjärnan har en relativt stor egenrörelse och förflyttar sig över himlavalvet med en hastighet av 0,220 bågsekunder per år.

## Egenskaper
49 Persei är en orange till gul jättestjärna av spektralklass K1 III, som har förbrukat förrådet av väte i dess kärna och nu utvecklats bort från huvudserien. Det är en kandidat till placeering på horisontella jättegrenen, vilket betyder att den passerat stadiet av röda jättegrenen och genererar energi genom termonukleär fusion av helium i dess kärna. Den har en massa som är ca 1,4 solmassor, en radie som är ca 3,7 solradier och utsänder ca 8 gånger mera energi än solen från dess fotosfär vid en effektiv temperatur på ca 5 000 K.